# Nesticus mimus
Nesticus mimus är en spindelart som beskrevs av Willis J. Gertsch 1984. Nesticus mimus ingår i släktet Nesticus och familjen grottspindlar. Inga underarter finns listade i Catalogue of Life.